# Miniemenklooster (Antwerpen)

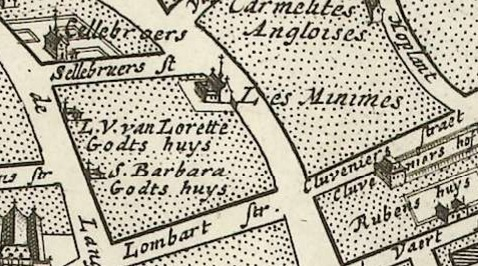
Het miniemenklooster tussen de Lombaardstraat (huidige Eikenstraat) en de Cellebroedersstraat

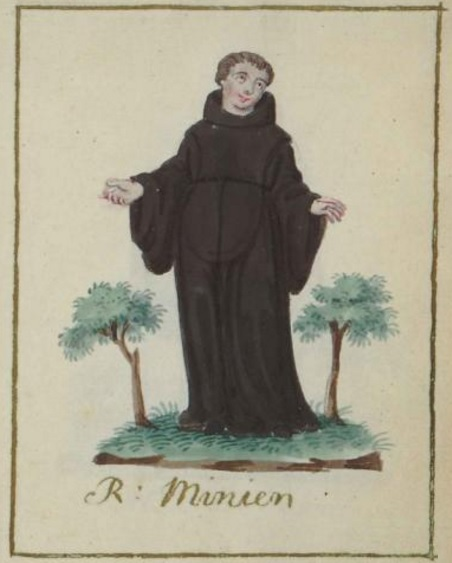
Antwerpse Miniem op het einde van de 18e eeuw

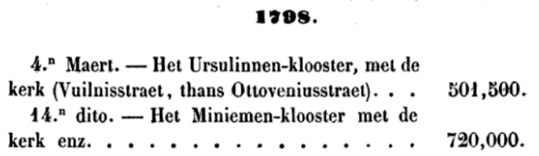
Opbrengst openbare verkoop

Het Miniemenklooster was van 1614 tot 1851 tussen de Eiken- en de Cellebroedersstraat in de stad Antwerpen gelegen aan de Antwerpse Meir. De kloosterlingen behoorden tot de orde der Miniemen. Het klooster werd door de Fransen in 1797 ontruimd en in 1798 openbaar verkocht. Tot 1850 werden de gebouwen van het voormalige klooster als infanteriekazerne gebruikt. Op de plaats van dit voormalig klooster staat thans het gebouw van 'Le Lloyd Belge', waar op de benedenverdieping een winkel van de modeketen H&M is gevestigd.

## Geschiedenis
De stichter/financierder van het eerste klooster van de orde der Miniemen in de Nederlanden, was Gio Agostino Balbi, een rijke koopman in zijde-stoffen, afkomstig uit Genua en persoonlijke vriend van de schilder Anthony van Dyck. Het kloosterpand bevatte o.a. 40 geschilderde glasramen, gemaakt door de Brabantse glasschilder Abraham van Diepenbeeck, die het leven van Franciscus van Paola uitbeeldden, de stichter van de orde der Miniemen.
Het klooster was gekend voor zijn devotie voor OLV Vrouw. De broederschap 'Onze-Lieve-Vrouw van de Eenzaamheid' was in 1643 in de miniemenkerk opgericht als Antwerpse dochter van de gelijknamige koninklijke broederschap 'Nuestra Señora de la Soledad' uit Madrid. Elk jaar, op Goede Vrijdag, organiseerden de paters miniemen een processie waarin een beeld van de 'Bedrukte Moeder' werd meegedragen.
De Paters miniemen duiken ook op bij een incident dat plaats vond in Antwerpen in 1707. Op 13 januari van dat jaar had Jan Minne, een barbier-heelmeester, zijn schoonbroer, priester Platteborze, op de grote markt van Antwerpen vermoord en was gevlucht. De Antwerpse burgerwacht werd uitgestuurd om de moordenaar te vinden en men vond hem bij de paters miniemen, waar  hij zich verborgen had. Het gerecht wilde tot gevangenneming overgaan, maar de geestelijken beriepen zich op het 'asylium ecclesiasticum', dat inhield dat misdadigers, die zich in een klooster verscholen hielden, enkel door de geestelijken zelf gevangen en evt. berecht mochten worden. Uiteindelijk werden de kloosterlingen toch gedwongen om de vermeende misdadiger over te dragen aan de Vierschaar.
In 1787 ontving het klooster de verjaagde medebroeders van het convent in Leuven; keizer Jozef II liet dat convent sluiten. Dezen keerden in 1790 terug naar Leuven.
De laatst gekende overste van het klooster van de paters miniemen was Arnoldus De Braekeleer, oom van de Antwerpse kunstschilder Ferdinand de Braekeleer. Toen de Fransen in 1797 beslisten om het klooster op te doeken en de gebouwen en gronden te confisqueren, waren er nog 12 paters en 5 lekenbroeders in het klooster. Het klooster en de kerk werden op 14 maart 1798 op een openbare veiling te koop gesteld en verkocht voor een bedrag van 720.000 frs.
Terwijl er op de Meir geen sporen zijn overgebleven van dit klooster, bevinden er zich in Antwerpen nog twee Madonna beelden die oorspronkelijk thuishoorden in het klooster. Eén beeld bevindt zich aan de voorgevel van een huis in de Pieter van Hobokenstraat,  een ander beeld sierde de gevel van een huis in de Kattenberg in Borgerhout. Dit laatste beeld zou in de Franse periode (ca. 1797) door de kloosteroverste aan een Borgerhoutenaar in bewaring zijn gegeven, die het acheraf aan de gevel in de Kattenberg plaatste.

## Afbeeldingen

Madonna-beelden afkomstig van het Miniemenklooster van Antwerpen
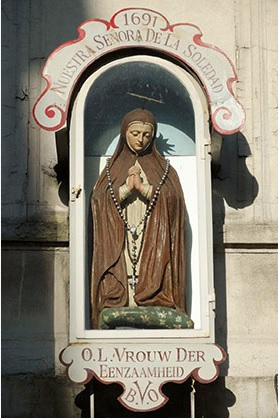
OLV van Eenzaamheid, mogelijks een werk van de Antwerpse beeldhouwer Petrus Verbrugghen
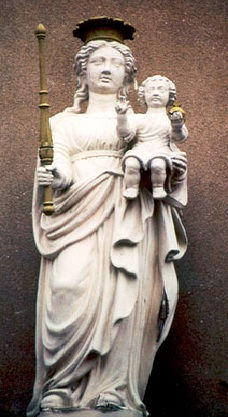
Verdwenen Madonnabeeld in Borgherhout (foto: Tony Darimont, 1987)